# Miel Swillens
Miel Swillens (Sint-Niklaas, 26 november 1943 – Zevergem, 14 augustus 2017) was een Vlaamse columnist en medewerker van het weekblad Tertio.

## Levensloop
Swillens studeerde Germaanse filologie aan de Universiteit Gent (afstudeerjaar 1966) en was leraar van het Sint-Jozef-Klein-Seminarie in Sint-Niklaas en de Vrije Handelsschool Sint-Joris in Gent. Hij schreef teksten voor het Vlaamse zangduo Miek en Roel, zoals Het verdronken land van Saeftinge (1970) en Het land van Nod (1970). Vanaf september 2015 tot aan zijn dood leverde hij geregeld bijdragen aan het online tijdschrift Doorbraak.